# Paul Topinard

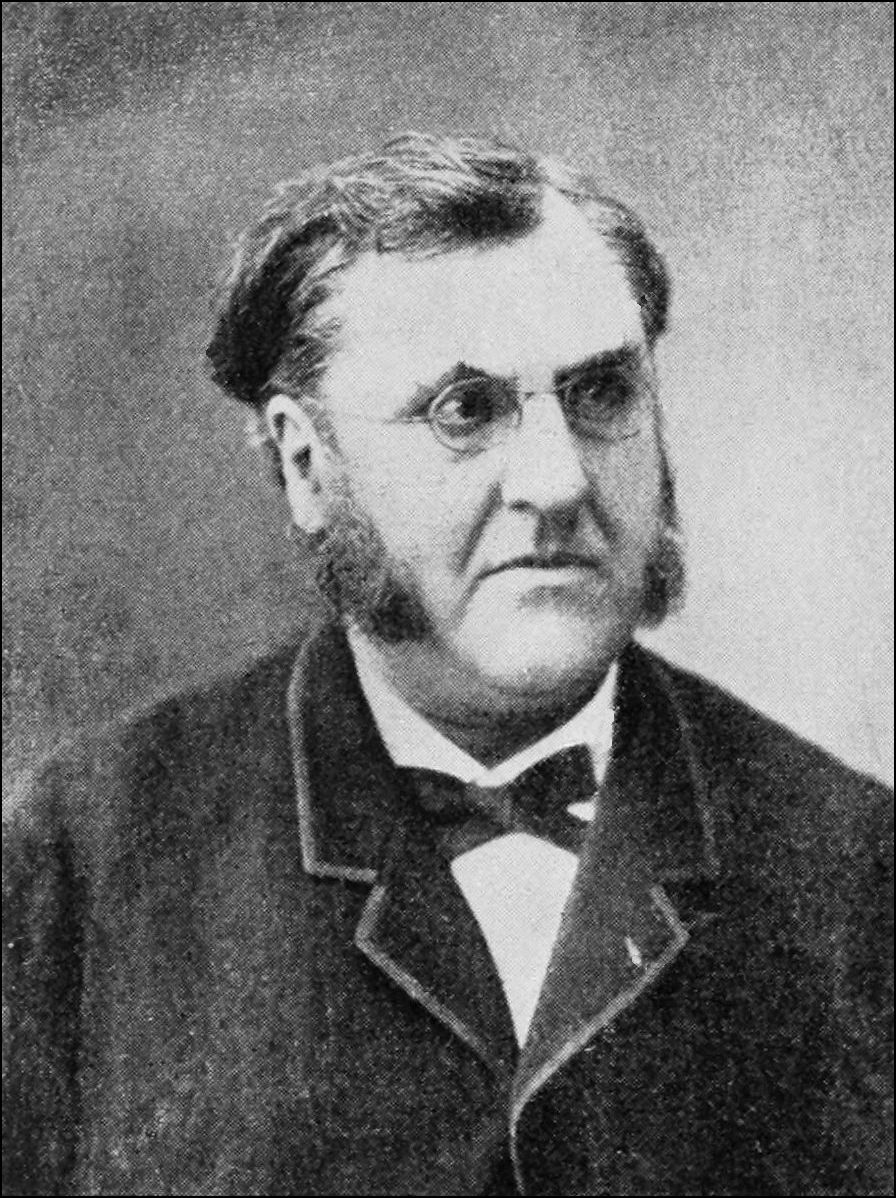
Paul Topinard, vor 1893

Paul Topinard (* 4. November 1830 in L’Isle-Adam; † 20. Dezember 1911 in Paris) war ein französischer Mediziner, Anthropologe und Hochschullehrer. Als Schüler von Paul Broca war er dessen Nachfolger als Direktor der École d’Anthropologie und Generalsekretär der Société d’Anthropologie von Paris. Er war Herausgeber der Revue d'anthropologie.
Topinard maß im Rahmen der physischen Anthropologie Schädelkapazitäten, um daraus Schlüsse über die geistige Leistungsfähigkeit unterschiedlicher Ethnien zu ziehen. Er ging von der Annahme aus, dass ein größeres Schädelvolumen mit einer größeren Intelligenz korrespondiert.
Topinard wird die Prägung des Begriffs Kriminologie zugeschrieben, den er erstmals 1879 verwendet haben soll.

## Schriften (Auswahl)
- Étude sur les races indigènes de l'Australie. A. Hennuyer, Paris 1872.
- Sur les instruments de chirurgie de Taïti, recueillis par M. A.Lesson. In: Bulletins de la Société d'anthropologie de Paris. II° Série. Band 10 1875, S. 619–621.
- Anthropologie. Nach der dritten französischen Auflage übersetzt von Richard Neuhauss. Eduard Baldamus, Leipzig 1888.
- L’Homme dans la nature. 1891.
- Éléments d'anthropologie générale. 1895.
- Science et foi. L’anthropologie et la science sociale. 1900.